# Gli avventurieri dell'Alaska
Gli avventurieri dell'Alaska (The Alaskan) è un film muto del 1924 diretto da Herbert Brenon. Prodotto dalla Famous Players-Lasky Corporation, aveva come interpreti Thomas Meighan, Estelle Taylor, John Sainpolis, Frank Campeau, Anna May Wong.
La sceneggiatura di Willis Goldbeck si basa su The Alaskan, romanzo di James Oliver Curwood, pubblicato a New York nel 1923.

## Trama
Non riuscendo ad ottenere l'aiuto delle autorità quando suo padre viene assassinato in Alaska dagli scagnozzi di un potente gruppo finanziario guidato da John Graham, Alan Holt decide comunque di battersi pur se da solo. Ritornando a casa, aiuta Mary Standish che cerca rifugio proprio da Graham. Alan e Mary si sposano dopo che Graham finisce ucciso, precipitando in un dirupo.

## Produzione
Il film fu prodotto dalla Paramount Pictures (come Famous Players-Lasky Corporation).

## Distribuzione
Il copyright del film, richiesto dalla Famous Players-Lasky Corp., fu registrato il 17 settembre 1924 con il numero LP20578. Distribuito dalla Paramount Pictures, il film fu presentato a New York il 14 settembre 1924. Nel Regno Unito, la Paramount British Pictures lo distribuì il 1º giugno 1925. Il 27 settembre 1925, il film uscì anche in Finlandia. In Italia, il film - distribuito dalla Paramount - ottenne con riserva, nel luglio 1926, il visto di censura numero 22850, con la motivazione: "Accennare appena alla fine dell'ultimo atto la lotta tra Holt e Grabam nella grotta“.
Non si conoscono copie ancora esistenti della pellicola che viene considerata presumibilmente perduta.